# Udzungwomyia morogoro
Udzungwomyia morogoro (лат.) — вид насекомых из подсемейства Medeterinae семейства мух-зеленушек (Dolichopodidae), единственный в роде Udzungwomyia. Родовое и видовое названия даны в честь национального парка Удзунгва-Маунтинс и области Морогоро соответственно — там вид был найден впервые. Ближайшими родственниками считаются предствавители рода Neomedetera Zhu, Yang & Grootaert, 2007.

## Описание
Мелкие (около 3 мм), коричнево-чёрные мухи. Щупики чёрные, короткие, овальной формы, на вершине с чёрными щетинками. Ноги длинные и стройные, преимущественно оранжево-жёлтые. Вершины средних и задних бёдер покрыты щетинками. Крылья прозрачные. Радиальные жилки крыла на вершине расходящиеся. Медиальная (M) и последняя радиальная (R4+5) жилки при основании сближены, а ближе к вершине крыла идут почти параллельно. Жужжальца коричневато-жёлтые. Щетинки по бокам щитка имеются. Брюшко коричнево-чёрное, по бокам в серой пыльце, сверху кажется коническим. Шестой и седьмой сегменты брюшка голые, восьмой сегмент с хорошо развитыми щетинками.

## Распространение
Вид встречается только в Танзании.
Родственный вид Udzungwomyia simoni Grichanov, 2019 описан из  Южной Африки